# Zombiology: Enjoy Yourself Tonight
Pour plus de détails, voir Fiche technique et Distribution.
Zombiology: Enjoy Yourself Tonight est un film hongkongais réalisé par Alan Lo, sorti en 2017.

## Synopsis

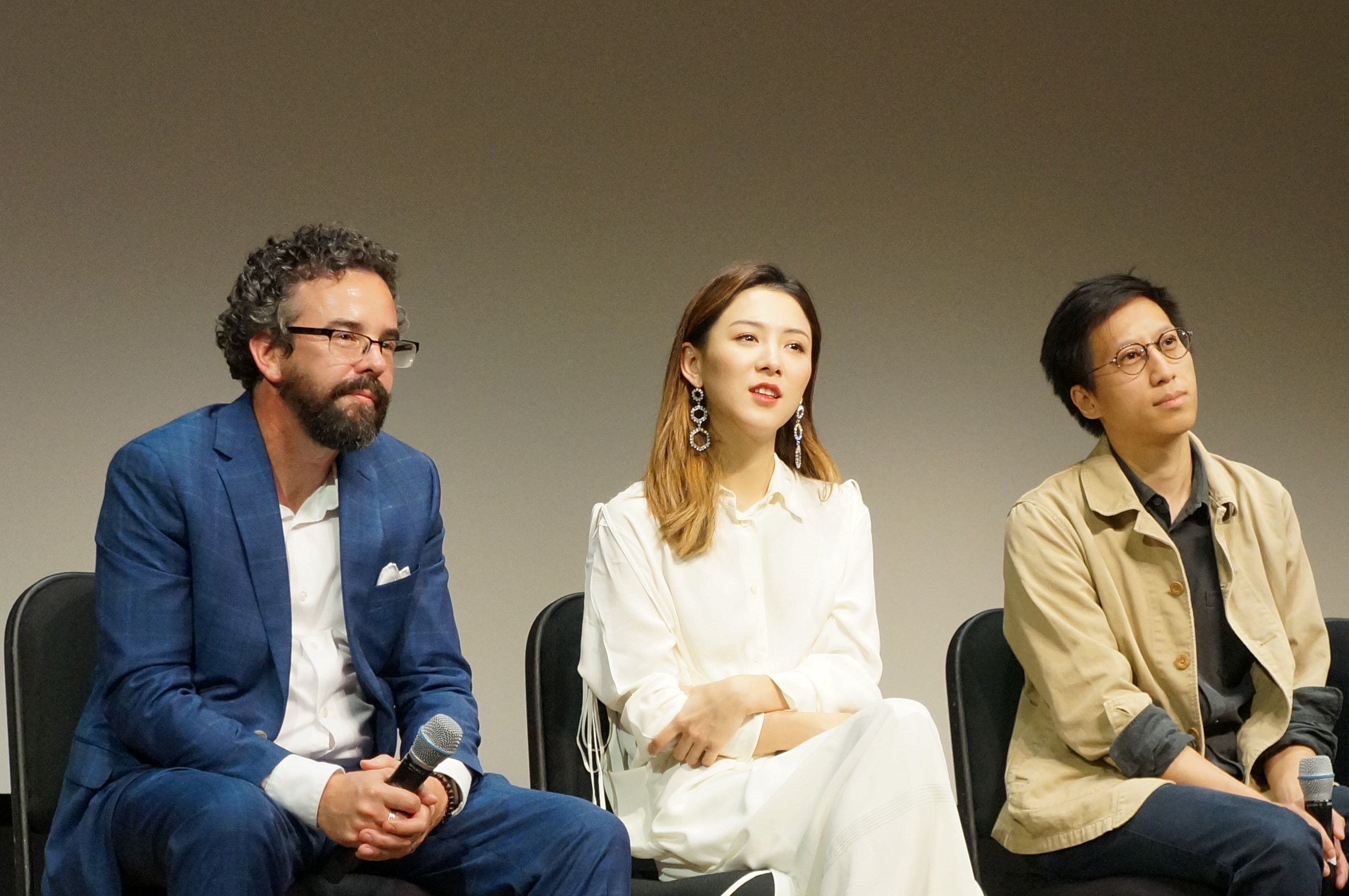
Le 27 juillet 2018, à la Freer Sackler Gallery à Washington DC, une table ronde sur le film hongkongais Zombiology: Enjoy Yourself Tonight (2017) avec (de gauche à droite) Tom, Venus Wong et Alan Lo.

Des zombies débarquent à Hong Kong.

## Fiche technique
- Titre original :
- Titre : Zombiology: Enjoy Yourself Tonight
- Réalisation : Alan Lo
- Scénario :
- Pays d'origine :  Hong Kong,  Chine
- Format : Couleur - Mono - 2.35 : 1
- Genre : horreur
- Durée : 113 minutes
- Date de sortie :  
  -  Hong Kong : 29 juin 2017
  -  Suisse : 1er juillet 2017 (Festival international du film fantastique de Neuchâtel 2017)

## Distribution
- Cheung Kai-chung
- Alex Man
- Carrie Ng
- Cherry Ngan
- Michael Ning
- Venus Wong